# 中山二院乳腺外科患癌事件
中山二院乳腺外科患癌事件指发生于中华人民共和国广东省中山大学孙逸仙纪念医院（即中山大学附属第二医院，简称“中山二院”）乳腺外科团队疑受实验环境和试剂影响致多人患癌事件，于2023年11月7日经互联网曝光。

## 背景
中山大学孙逸仙纪念医院即中山二院，是一所综合性三甲医院，乳腺肿瘤中心实验室于2009年启用，截至2023年11月，培养超过200名学生，是华南最大的乳腺肿瘤综合诊疗中心。网传患癌者都曾是医院乳腺肿瘤中心副主任苏士成团队成员，目前据公开资料显示该团队有6名研究生，而苏士成导师是中山二院院长、中国科学院院士宋尔卫。生物学家周叶斌称，该实验室的工作是“用小鼠模型看看癌症耐药、发展的机制”。
2023年11月2日，一名网名为“HM先森家的HM”的网友在微博发布了一张图片，配文“魔鬼在人间”。图片是一张群聊截图，图片圈出“你被“苏士成老师”移出群聊”。

## 过程
11月7日，网友“用户5232934298”发文称，中山二院乳腺外科苏士成导师团队中，多名学生集体患上罕见型癌症，其中一名学生（即黄敏）去年博士毕业后确诊胰腺癌，在透露自己只余几个月生命后，被该导师踢出群聊，随后黄敏妹妹确认相关情况属实。病理会诊意见报告书显示，网传的黄姓学生会诊意见为“胰腺肿物病变诊断为恶性肿瘤“。
事件发生后，涉事各方的回应在舆论场上引起了轩然大波，中山二院、广州市卫健委的回应为“相关信息不实”、“不了解”、“中山二院属于国家级医院，我们管不了”，涉事的苏姓导师甚至直截了当地回应了三个“完全是造谣”，随后官方又回应称确有一名博士诊断为胰腺癌。
11月8日凌晨2时许，该院发布通报称，近年在医院乳腺肿瘤中心实验室工作、学习过的人员中有三名罹患癌症（分别为胰腺癌、滑膜肉瘤、乳腺癌），其中两名现为医院乳腺外科医生，在临床工作；另外一名不是医院职工或学生，为外地来院进修人员，已回原单位工作。该实验室无在读学生患癌。
网上信息称，患者所在的实验室已经在11月8日被拆除。对此，工作人员表示是例行的消防检查。11月9日下午，第一财经记者来到中山大学北校区科学楼，发现宋尔卫所在的实验室门牌上宋尔卫的名字已被摘除，该实验室属于中山二院乳腺肿瘤中心。
之后，涉事人物关系被深挖，涉事苏姓导师与该院院长宋尔卫系“师徒”关系，该院院长儿子宋世键曾在苏姓导师指导下，在中学时期就发布3篇SCI学术论文。宋世键也正是凭借这样的“学术表现”，通过自主招生方式考入中山大学。此后，他在考入中山二院硕士时，笔试成绩为“倒数第一”，而面试成绩却是“第一”，引发“学阀”，学术造假等相关讨论，相关信息加重了公众对医院的不信任感。
事件平息后再无更多进展，各方也没有进一步回应，12月5日当事人苏士成团队在《细胞》（Cell）在线发表题为《脉络丛肥大细胞驱动肿瘤相关脑积水》的研究论文。

## 评论
《经济观察报》主编言咏认为这一事件中，导师对待学生的态度以及官方人情味不足的表态使公众的情绪再三被激怒。三位学生的患癌或许偶发事件，但如果以此引发的讨论，能促进国内生物医学实验室对规范管理的重视，促进研究者安全意识的提高，未尝没有意义。